# Haga Nygata
A Haga Nygata – literalmente Rua Nova de Haga - é a principal rua do bairro de Haga, na cidade sueca de Gotemburgo.
Tem 450 m de extensão, em pedra de calçada tradicional, começando em Landsvägsgatan e terminando em Sprängkullsgatan.
É uma rua movimentada com restaurantes, cafés e lojas de antiguidades, interiores, brinquedos, discos usados, têxteis e artigos de cozinha.

## Pontos turísticos
- Café Husaren (Café onde se pode comer o famoso enorme bolo de Haga - o Hagabullen)
- Sjöbaren (Restaurante de peixe e marisco)
- Olivolja etc (Loja de azeites de qualidade)
- Nöller Espressobar (Café espresso)
- Curry House (Loja de chás, cafés, caril, especiarias)

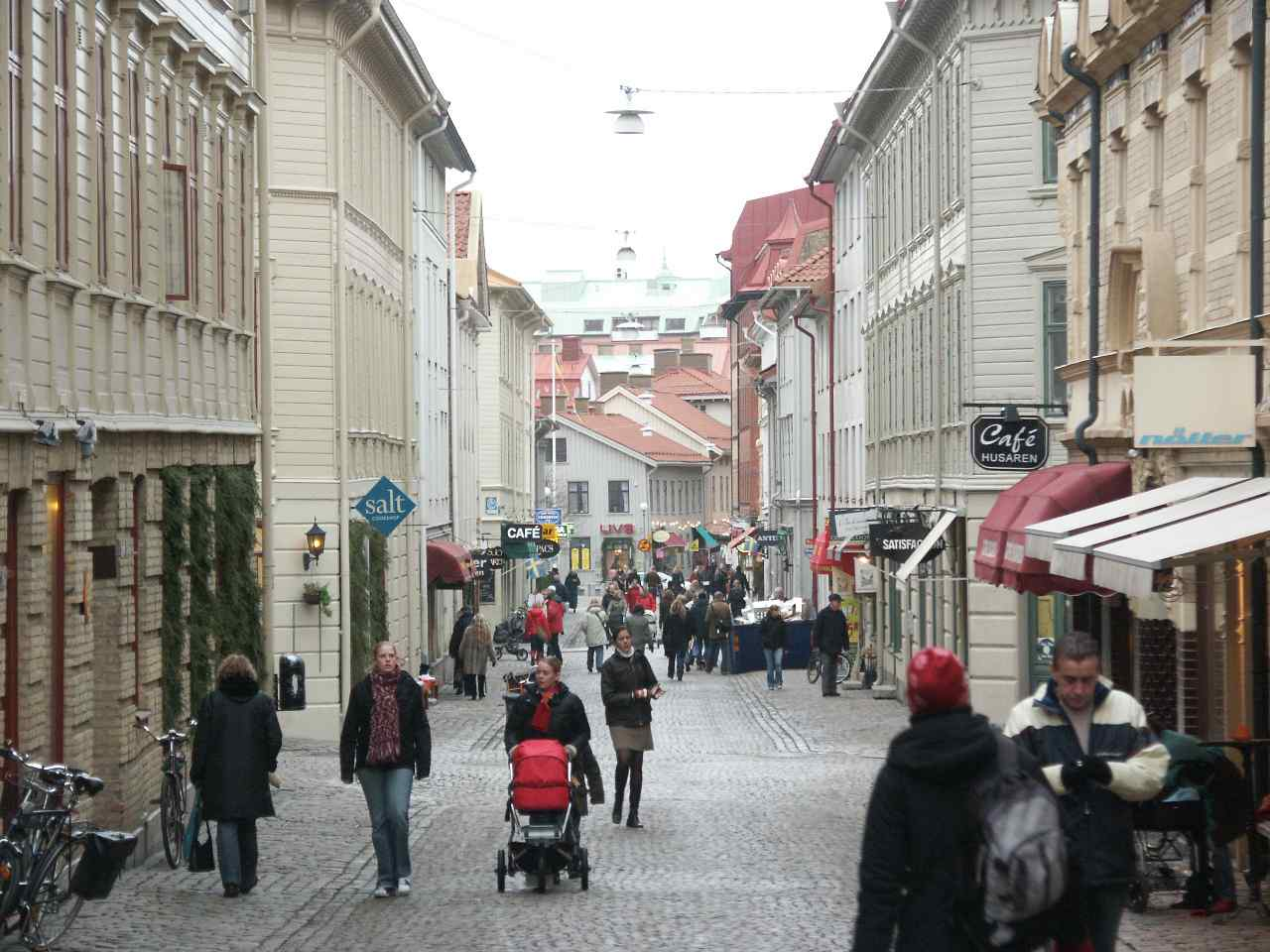
A rua pedonal Haga Nygata
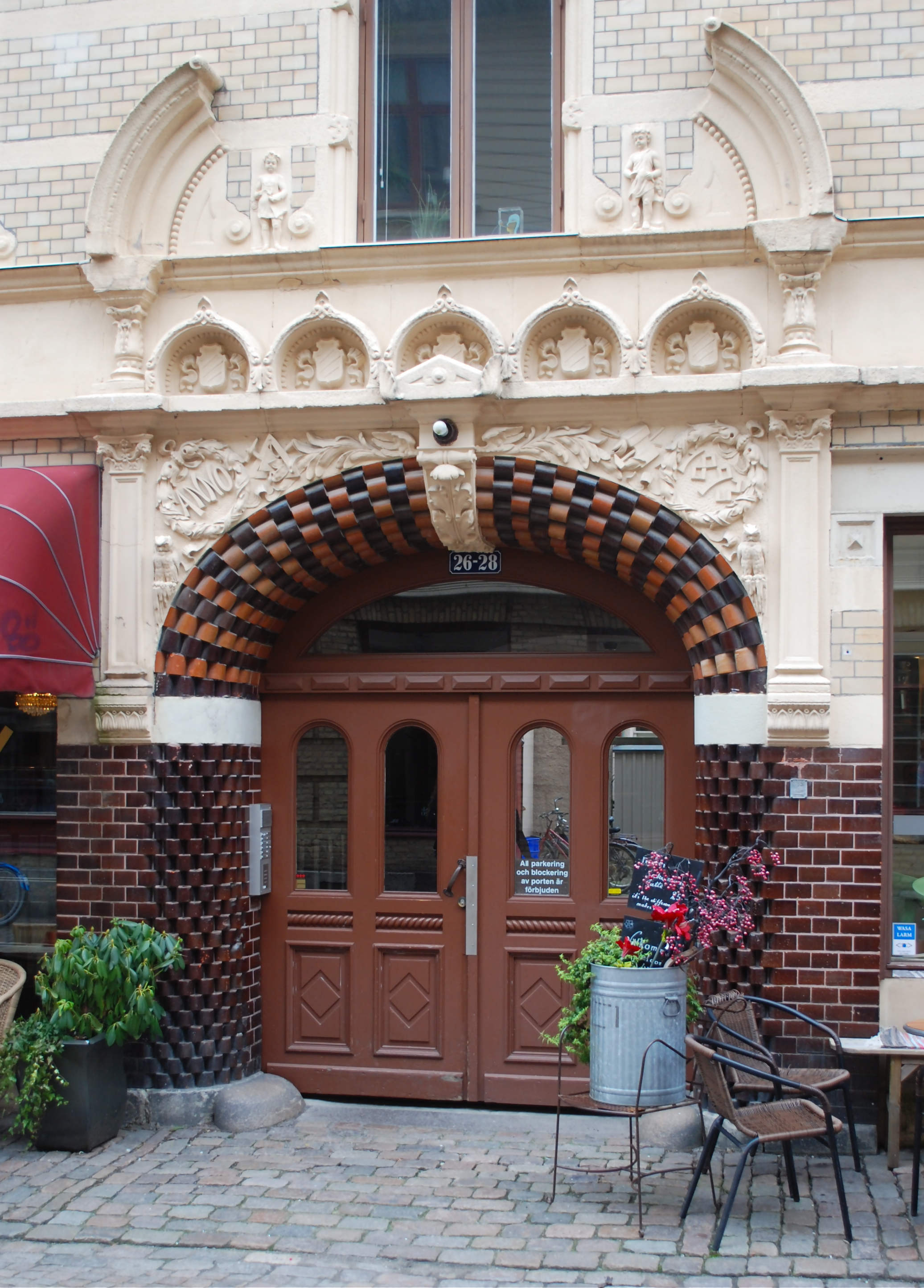
Haga Nygata 26-28
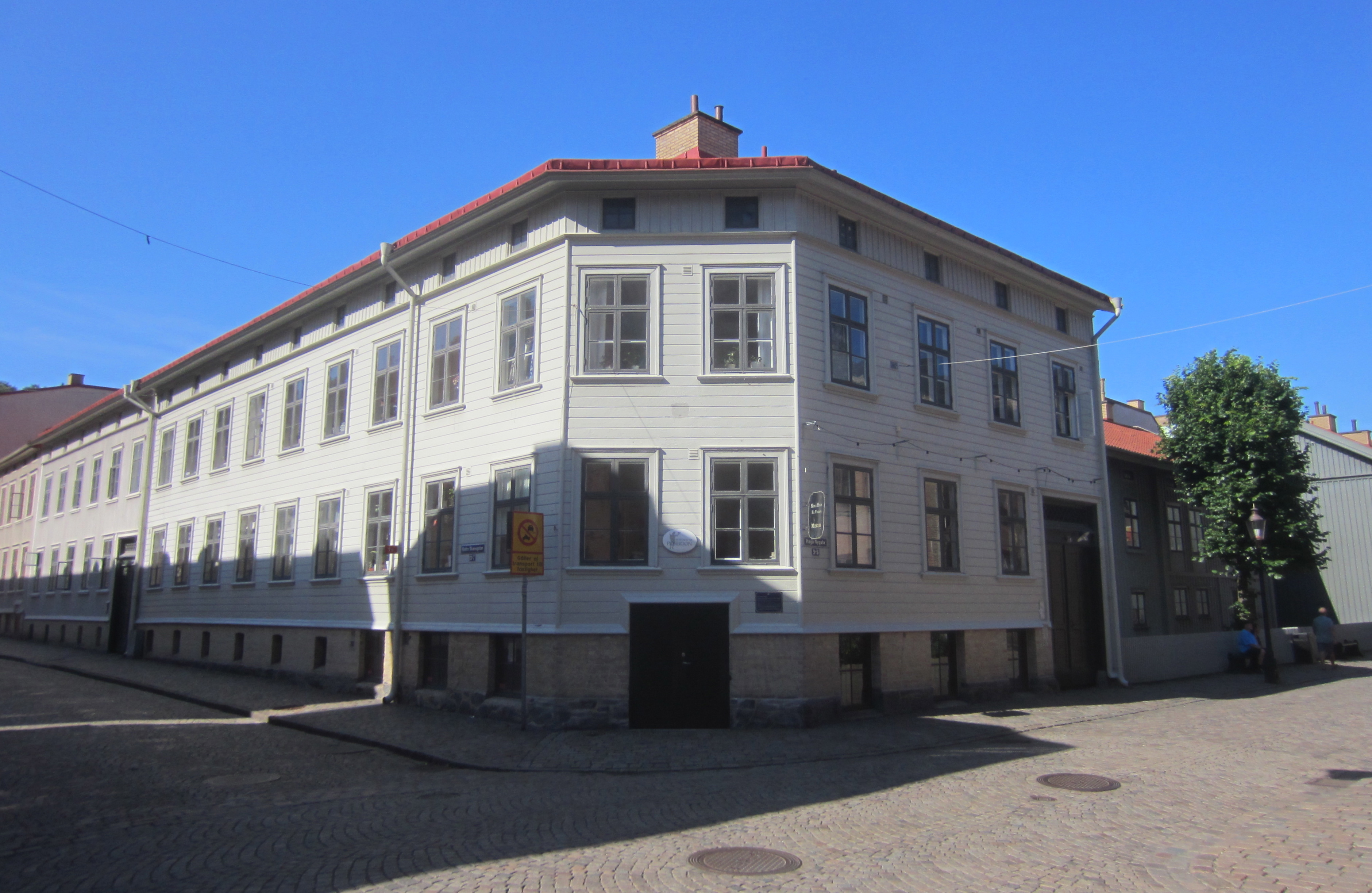
O quarteirão Furiren